# ピーター・サトクリフ
ピーター・ウィリアム・サトクリフ（英語: Peter William Sutcliffe、1946年6月2日 - 2020年11月13日）は、1975年7月から5年間に渡り、13人を殺害、重軽傷7人を出したイギリスのシリアルキラー。売春婦を主に狙い、残虐な方法で死体をさらに破壊したことから、同じ手口の犯行を行い売春婦連続惨殺事件の犯人として有名だった切り裂きジャックに由来し、ヨークシャー・リッパー（ヨークシャーの切り裂き魔）と呼ばれた。

## 人物
イギリスのウェストヨークシャーで誕生し、少年期を激しいマザーコンプレックス状態で過ごす。その頃の友人は「ピーターの恋人は母親なのさ」と語っている。社会的には真面目でおとなしいトラック運転手として働いていたが、男性としての性的能力には強いコンプレックスを抱いていた。夫婦仲は悪くなかったものの、サトクリフの最終学歴が中学卒のブルーワーカーであるのに対して、大学卒で教師を務めるインテリ女性である妻に対する強い嫉妬心があったことも、犯行に微妙な影響を与えたとされている。

## 犯行
- 主に街頭で客引きをしていた売春婦に客を装って近づき、ハンマーで殴打して気絶させてからナイフで刺殺していた。また、この事件では15万人以上もの男性が被疑者として尋問された。最終的に偶然逮捕することができたとはいえ、逮捕前までにサトクリフは捜査網に5回浮上していたにもかかわらず一度も疑われなかったため、警察の無能ぶりが露呈する結果となった。

### 殺人未遂事件
- 売春婦に大衆の面前で勃起不全だったことを嘲笑されたサトクリフは、後日、その売春婦だと勘違いした女性を煉瓦で殴打して重傷を負わせた。
- 1975年7月4日の深夜、交際相手と喧嘩して騒いでいた女性を背後からハンマーで殴打し、さらにナイフで切りつけ瀕死の重傷を負わせた。
- 同年8月15日の深夜、帰宅中の女性に近づいて話しかけハンマーで殴打、ナイフで切りつけ重傷を負わせた。

### 連続殺人事件発生
- 同年10月29日の深夜、リーズの歓楽街で酒に酔った売春婦を、公園まで連れて行きハンマーで殴打して刺殺。彼女の遺体に精液を付着させた。
- 同年11月20日の深夜、女性が惨殺された（逮捕後、否認）。
- 1976年1月20日の深夜、交渉成立した売春婦を自家用車に乗せた後、相手をハンマーで殴打しドライバーで刺殺。さらに遺体の一部を切断して遺棄。
- 同年5月9日の深夜、交渉成立した売春婦を自家用車に乗せた後、ハンマーで殴打して失神させてマスターベーションを行うが、セックスも殺害もせず、代金を支払って彼女を車外に出した。女性は救急車を呼んで待っている間、「自分を殺そうと探していた」と述べたが、サトクリフは彼女の証言を否認。
- 1977年2月5日の深夜、交渉成立した売春婦と自家用車の中でセックスの後、相手をハンマーで殴打して刺殺。
- 同年4月23日の深夜、酔って家路に向かう売春婦に声をかけ、彼女の自宅に入ってまもなくハンマーで殴打して刺殺。警察が到着した時は瀕死の状態であり、まもなく死亡した。

### ヨークシャー・リッパー誕生
- 同年6月25日の夜、靴屋の店員だった女性をハンマーで殴打した後に刺殺（逮捕後サトクリフは否認）。
  - 彼女は売春婦が多く住んでいる場所に住んでいたことから、サトクリフが売春婦と勘違いして殺したという説や、彼の犯行を真似た模倣犯の仕業という説もある。いずれにしても、売春婦でない女性が殺害されようやく警察も本格捜査に乗り出す一方、世間ではヨークシャー・リッパーに関する憶測と警察への批判がヒートアップしていった。
- 同年7月9日の深夜、交渉成立した売春婦を自家用車に乗せた後、相手をハンマーで殴打してナイフで切りつけるが、殺人は未遂に終わる。
- 同年10月1日の深夜、交渉成立した売春婦を自家用車に乗せて墓場でセックスした後、約束の5ポンド札を渡した後に相手をハンマーで殴打して刺殺。殺害後、彼女に渡した5ポンド札が新札で、しかも数日前の給料日に渡されたものと気づき、サトクリフは証拠隠滅のため犯行現場に戻っている。殺害からすでに1週間以上が経過していたが、遺体はまだ発見されていなかった。しかし、渡した5ポンド札はもちろんハンドバッグすら発見できなかった。そこで捜査をかく乱させるため、遺体の顔面や首に損傷を与えて細工する。身元が判明できず、世間を騒がせているヨークシャー・リッパーの仕業でないように見せかけるためだった。しかし翌日、遺体が発見されて指紋から身元が特定。さらに遺体のすぐそばにハンドバッグも発見、中にあったサトクリフが渡した5ポンド札の番号から取引銀行が判明。その銀行で5ポンド札を手にしたと思われる人物が5000人いる事実までしか警察は把握できなかった。
- 同年12月14日の深夜、交渉成立した売春婦を自家用車に乗せて、相手をハンマーで殴打するも、近所にいた犬が激しく吠えたので殺人は未遂に終わる。

### ジャック・ザ・リッパー登場
- 1978年1月21日の深夜、売春婦をハンマーでなく岩で撲殺、その遺体をバラバラにしてごみ捨て場に遺棄。被害者が頭部をハンマーで殴打されず、体を切り裂かれてもいないことから、一連の犯行でないように思われた。だが逮捕後、サトクリフはハンマーを持っていなかったこと、相手の体を切り裂こうとしたら車が通りかかり、顔を見られてはまずいと思って断念したことを供述。この犯行からわずか10日後、交渉成立した売春婦をハンマーで殴打して刺殺。
  - 3月にはウェスト・ヨークシャー警察とデイリー・ミラーの支社に、ジャック・ザ・リッパーを名乗る人物が挑戦状を郵送。後にサトクリフ本人でないことが判明するまで、警察はこの挑戦状を犯人からだと信じていた。
- 同年5月16日の深夜、買い物から帰宅途中の売春婦をハンマーで殴打して刺殺。
- 1979年3月24日、自称ジャック・ザ・リッパーがウェスト・ヨークシャー警察に、次の犯行を予告する手紙を郵送。封筒から検出された唾液が、被害者女性の一人から検出された犯人の血液型と一致したため、警察は犯人のものだと確信。予告から数ヵ月後の4月4日の夜、売春婦でない女性をハンマーで殴打して刺殺。6月19日、自称ジャック・ザ・リッパーが今度はカセットテープを警察に郵送、再び犯行予告した。
- 自称ジャック・ザ・リッパーに犯行を予告され、まんまと実行されたと思い込んだ警察がパニック状態に陥ったことを知り、犯行はますます大胆になっていく。同年9月1日の夜、女子大生をハンマーで殴打して刺殺。遺体をごみ捨て場に遺棄。

### 逮捕へ
- 1980年8月18日の夜、公務員の女性をハンマーで殴打して絞殺（逮捕後の供述によると、彼女が騒いだため、刺殺から絞殺に変更していたことが判明）。
- 同年9月24日と11月5日の夜、それぞれ女性をハンマーで殴打するも殺人は未遂に終わる。
- 同年11月17日の夜、女子大生をハンマーで殴打して刺殺。これが最後の殺人となる。
- 1981年1月2日の深夜、交渉成立した売春婦を車に乗せるところを車のナンバープレートのチェックのために巡回中だった警察官が目撃。すぐさま警官はサトクリフを職務尋問して、車が盗難車であることから警察に来るよう告げ、別件逮捕される[1]。サトクリフは、小便するふりをして凶器のハンマーやナイフを草むらに遺棄。さらに警察でも同じ手口でトイレにナイフを遺棄。だが警察の取調べで、過去にもヨークシャー・リッパーの容疑者として尋問されていること、彼が容疑者の似顔絵に酷似していることや、遺棄した凶器を発見したことから、彼が犯人であることが判明。逮捕、起訴されるに至った。
- 逮捕後の裁判では弁護側は精神異常を主張したが、1981年5月22日、終身刑の判決が下された。刑務所に収監されるがまもなく精神病院に移されている。

## 死去
2020年、厳重警備のフランクランド刑務所の受刑者だったが、新型コロナウイルスに感染したため、ノース・ダラム病院で治療を受けている中、新型コロナウイルス、糖尿病、心臓病の合併症により11月13日に74歳で死去した。

## 参考・脚注
1. 1 2  毛利元貞『犯罪交渉護身術―最強の自己防衛システム』並木書房、2002年、48頁 ISBN 9784890631483
2. ↑  “英国P・サトクリフ受刑者死去 連続女性殺害犯”. 共同通信. (2020年11月13日).  オリジナルの2021年9月1日時点におけるアーカイブ。 2020年11月13日閲覧。
3. ↑  Perrone, Alessio (2020年11月28日). “Yorkshire Ripper Peter Sutcliffe cremated at secret funeral”. 2024年9月7日閲覧。